# Suree Sukha
Suree Sukha (Thai: สุรีย์ สุขะ, * 27. Juli 1982 in Sakon Nakhon) ist ein ehemaliger thailändischer Fußballspieler.

## Karriere

### Verein
Suree Sukhaerlernte das Fußballspielen in der Schulmannschaft des Assumption College Siracha. Anschließend ging er für eine kurze Zeit nach Singapur zu Balestier Khalsa. Zurück in Thailand spielte er von 2001 bis 2007 für den Chonburi FC. Mit dem Verein aus Chonburi wurde er Meister der Thailand Provincial League und stieg in die Thai Premier League auf. Zwei Jahre später konnte er seine erste Meisterschaft mit der Mannschaft feiern. Im Juli 2007 kaufte der ehemalige thailändische Ministerpräsident Thaksin Shinawatra den Verein Manchester City aus England. Durch seine Mithilfe bekam Suree Sukha neben zwei weiteren Spielern aus Thailand einen Vertrag bei City. Alle drei Spieler konnten sich jedoch nicht durchsetzen und wurden an andere Verein ausgeliehen. Zudem gab es Probleme mit den Visa in England. Suree wurde deshalb ab 2008 bei den Grasshopper Zürich „geparkt“, bevor er letztendlich im Oktober 2008 wieder zurück zum Chonburi FC kam. Zurück bei seinem alten Verein spielte er zusammen mit seinem Zwillingsbruder Surat Sukha. 2008 und 2009 wurde er mit Chonburi Vizemeister. Den Kor Royal Cup gewann er mit den Sharks 2009 und 2011. Nach 115 Ligaspielen wechselte er am 1. Januar 2013 zum ebenfalls in der ersten Liga spielenden Buriram United. 2013, 2015 und 2015 feierte er mit dem Verein aus Buriram die thailändische Meisterschaft. Den thailändischen Ligapokal gewann er 2013, 2015 und 2016, den Pokal 2013 und 2015. Nach vier Spielzeiten, in denen er 69 Ligaspiele bestritt, wechselte er im Januar 2017 zum Erstligaaufsteiger Ubon UMT United. Für Ubon bestritt er 40 Ligaspiele. Nach der Hinserie 2018 wechselte er zum Ligakonkurrenten Ratchaburi FC. Bei dem Verein aus Ratchaburi stand er bis Mai 2019 unter Vertrag. Von Mitte Mai 2019 bis Mitte Dezember 2019 war er vertrags- und vereinslos. Am 17. Dezember 2019 unterschrieb er einen Einjahresvertrag beim Drittligisten Muangkan United FC. Am 9. Dezember 2020 beendete er seine Karriere als Fußballspieler.

### Nationalmannschaft
Von 2006 bis 2012 spielte Suree 68 Mal in der thailändischen Fußballnationalmannschaft. Mit ihr nahm er an der Endrunde zur Fußball-Asienmeisterschaft 2007 und der ASEAN-Fußballmeisterschaft 2008 teil.

## Erfolge

### Verein
Chonburi FC
- Thailändischer Meister: 2007
- Thailändischer Vizemeister: 2008, 2009
- Thailand Provincial League: 2005
- Kor-Royal-Cup-Sieger: 2009, 2011

Buriram United
- Thailändischer Meister: 2013, 2014, 2015
- Kor-Royal-Cup-Sieger: 2013, 2014, 2015, 2016
- Thailändischer Ligapokalsieger: 2013, 2015, 2013
- Thailändischer Pokalsieger: 2013, 2015

### Nationalmannschaft
- Teilnahme an der Endrunde zur U-17-Fußball-Weltmeisterschaft 1999
- Teilnahme an der Endrunde zur Fußball-Asienmeisterschaft 2007
- ASEAN-Fußballmeisterschaft Finale 2008

## Sonstiges
Suree Sukha ist der Zwillingsbruder vom ehemaligen Fußballspieler Surat Sukha. 